# Aplidium retiforme
Aplidium retiforme is een zakpijpensoort uit de familie van de Polyclinidae. De wetenschappelijke naam van de soort is voor het eerst geldig gepubliceerd door Herdman.